# 王怡然
王怡然（英語：Lynn Wang Yiran，2002年6月9日—），香港女藝人，畢業於香港浸會大學。2023年度香港小姐競選亞軍及最上鏡小姐。

## 簡歷
王怡然於中國揚州市出生，畢業於香港浸會大學綜合傳播管理學，2023年參加香港小姐競選奪得亞軍及最上鏡小姐。
2023年8月，王怡然當選港姐亞軍後，其父母被揭發在中國內地十多個城市經營的教育中心倒閉後捲款潛逃，拖欠上千員工的工資及騙取過千家長學費，涉款逾千萬人民幣，然而不少苦主即使維權勝訴後仍索求賠償不果。受牽連的王怡然遂遭大量苦主指控，她曾於2023年8月底受訪時表示事件「有真有假」，並表示父母對此感內疚。 王怡然後自2023年9月起淡出公眾視線。直至2024年5月，王怡然方復出，但拒絕回應有關父母涉嫌騙財事件。

## 演出作品

### 電視節目
| 首播   | 作品                                       | 備註   |
| ------ | ------------------------------------------ | ------ |
| 2023年 | 2023香港小姐競選 終極面試                  | 參賽者 |
| 2023年 | 2023香港小姐競選 Hello Miss Hong Kong@越南 | 參賽者 |
| 2023年 | 2023香港小姐競選 Hello Miss Hong Kong速報  | 參賽者 |
| 2023年 | 2023香港小姐競選 Welcome Miss Hong Kong    | 參賽者 |
| 2023年 | 2023香港小姐競選決賽                       | 參賽者 |

## 曾獲獎項與提名
| 年份   | 頒獎單位             | 獎項           | 作品   | 結果 |
| ------ | -------------------- | -------------- | ------ | ---- |
| 2023年 | 2023年度香港小姐競選 | 亞軍           | 不適用 | 獲獎 |
| 2023年 | 2023年度香港小姐競選 | 最上鏡小姐     | 不適用 | 獲獎 |
| 2023年 | 2023年度香港小姐競選 | 最美體態Pose獎 | 不適用 | 獲獎 |
| 2023年 | 2023年度香港小姐競選 | 智美大獎       | 不適用 | 獲獎 |

## 相關事件

### 父母涉嫌騙財事件
王怡然當選港姐亞軍後，有内地網民在小紅書指其父母在中國內地經營的英語教育培訓公司「漢普森英語」，公司在2021年倒閉後，王的父母捲走四百多名家長的上千萬學費後，潛逃到香港生活（备注：关于王的父母身在何处，这只是这些内地网民单方面所指，而事实上王的父亲从来没有在香港现身，包括王怡然参选整个过程，她的父亲从来没有出现过，究竟他的父母目前身在何方，目前并无确切消息，有人说王的父母仍在内地）。2023年8月底，王怡然為此受訪時表示事件「有真有假」，並表示父母對此感內疚。 王怡然後自2023年9月起淡出公眾視線。直至2024年5月，王怡然方復出，但拒絕回應有關父母涉嫌騙財事件。

## 外部連結
- 王怡然的Instagram帳戶
- 2023香港小姐競選佳麗檔案 - 王怡然 Lynn （页面存档备份，存于）

| 前任： 許子萱 | 香港小姐競選亞軍 2023年 | 繼任： |

| 前任： 梁超怡 | 香港小姐競選最上鏡小姐 2023年 | 繼任： |